# Eyak-athapaskische Sprachen
Eyak-Athapaskisch ist eine Untereinheit der Na-Dené-Sprachen, die aus der im Januar 2008 ausgestorbenen Einzelsprache Eyak und den mit ihr verwandten etwa 40 athapaskischen Sprachen besteht.
Klassifikation des Eyak-Athapaskischen innerhalb des Na-Dené
- Na-Dené
  - Tlingit
  - Eyak-Athapaskisch
    - Eyak †
    - Athapaskisch